# Лукаш Мартинович
Лукаш Мартинович (*д/н —після 1671) — український політичний та військовий діяч часів Руїни, кошовий отаман Запорізького війська.

## Життєпис
Немає жодних відомостей про рік і місце народження. У 1669 році обирається кошовим отаманом. На той час в Україні було три гетьмани: Петро Дорошенко, Петро Суховій та Дем'ян Многогрішний. Мартинович вирішив спиратися на Кримське ханство, тому підтримав Суховія й рішуче виступив проти Дорошенка. Водночас отаман намагався зберегти вольності та політичну незалежність Січі. Зі значним загоном Мартинович приєднався до Суховія, який став табором біля річки Цибульник.
Після поразки Суховія Мартинович у листі до Дорошенка закликав того не воювати з Многогрішним й не приводити турків в Україну. Водночас відправив посольство до Многогрішного з пропозицією визнати зверхність Москви. Все це спричинило ще більший конфлікт між Дорошенком і кошовим отаманом. При цьому проти нього виступила значна частина запорожців, яким не сподобалася така непослідовна політика. У 1670 році Мартинович втратив владу на користь Григорія Пелеха.
У 1671 році Лукаш Мартинович вдруге обирається кошовим отаманом. Він відправив посольство на чолі із полковником Семеном Богаченком і писарем Андрієм Тарасенком до Острога, де перебували комісари польського короля. Останні вели перемовини з гетьманом Михайлом Ханенком. Тут посланці від імені Запорізької Січі визнали протекцію Речі Посполитої. Незабаром Мартинович отримав листа від Дорошенка з закликом налагодити союзницькі стосунки, проте Кіш заборонив отаману відповідати гетьману.
Наступного року Мартинович поступився владою Євсевію Шашолу. Про подальшу долю немає якоїсь інформації.